# توکیو هتل
توکیو هتل (به آلمانی: Tokio Hotel) یک گروه موسیقی راک آلمانی است که در سال ۲۰۰۱ در شهر ماگدبورگ آلمان بنیان شد. بیل کاولیتز خواننده و ترانه‌سرا، تام کاولیتز نوازنده گیتار به همراه «گوستاو شفر» نوازنده درام، و «گئورگ لیستینگ» نوازنده گیتار بیس اعضای این گروه هستند.
این گروه تا کنون ۲ آلبوم با نامهای جیغ و اتاق ۴۸۳ به آلمانی و ۲ آلبوم با نامهای جیغ و انسان‌نما به انگلیسی منتشر کرده که در حدود ۵ میلیون نسخه فروش داشته است. گروه اولین آلبوم خود را با نام جیغ (schrei) را در سال ۲۰۰۵ منتشر کرد که بیش از نیم میلیون در سراسر جهان فروش داشته است. در سال ۲۰۰۷ گروه آلبوم دوم خود با نام اتاق ۴۸۳ (zimmer 483) و اولین آلبوم انگلیسی خود را منتشر کرد. آلبوم انگلیسی جیغ (scream) بیش از یک میلیون در جهان فروش داشت و مسیر را برای دریافت جایزه موسیقی ام‌تی‌وی اروپا برای گروه هموار نمود. جدیدترین آلبوم این گروه آلبوم Humanoid (انسان‌نما) است که این آلبوم یکی از بهترین آلبوم‌های این گروه شناخته می‌شود.

## تاریخچه
گروه توسط بیل کاولیتز و تام کاولیتز که دو برادر دوقلو هستند و گوستاو شفر و جورج لیستینگ آغاز به کار کرد.در ابتدا نام گروه Devilish بود که در سال ۲۰۰۳ به توکیو هتل تغییر یافت. بیشتر آهنگ‌های اولین آلبوم آنها توسط Hoffmann نوشته شد.

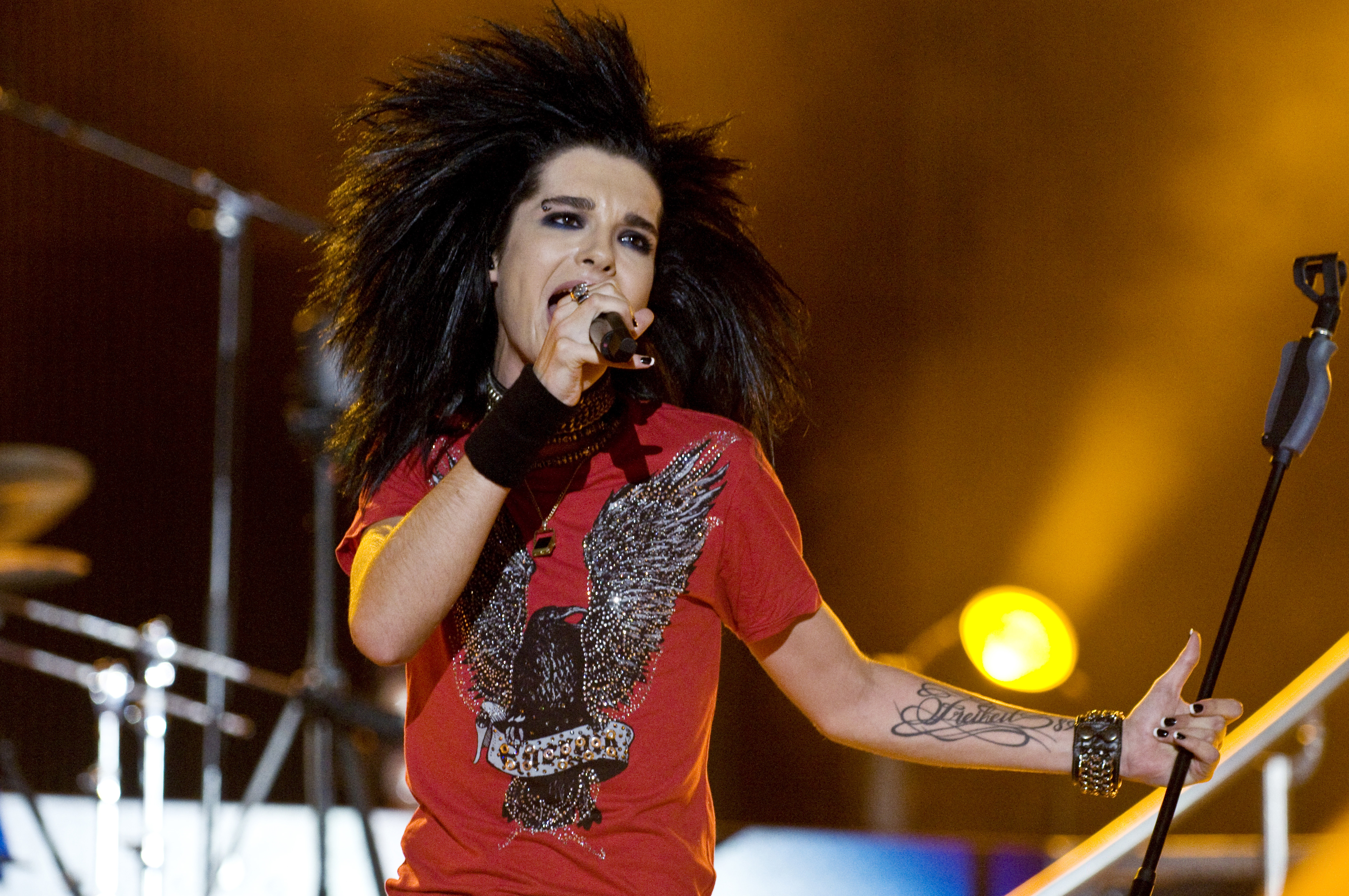
بیل کاولیتز خواننده گروه در حال اجرای زنده

## آثار

### تک آهنگ‌ها
- ۲۰۰۵: از میان باد موسمی - (تک‌آهنگ، نخستین و معروف‌ترین اثر) (Durch den Monsun)

### آلبوم‌ها
- ۲۰۰۵: جیغ (آلمانی) (Schrei)
- ۲۰۰۶: جیغ - so laut du kannst
- ۲۰۰۷: جیغ (انگلیسی) (Scream)
- ۲۰۰۷: اتاق ۴۸۳ (Zimmer 483)
- ۲۰۰۹: انسان‌نما (آلمانی) (Humanoid)
- ۲۰۰۹: انسان‌نما (انگلیسی) (Humanoid)
- ۲۰۱۰: بهترین‌های توکیو هتل
- ۲۰۱۴: پادشاهان حومه
- ۲۰۱۷: ماشین رویایی
- ۲۰۲۲: ۲۰۰۱

نخستین آهنگ از میان باد موسمی (durch den monsun) نام داشت که به سرعت در چارت رسمی آلمان مدیا کنترل در ۲۰ اوت۲۰۰۵ در رتبه ۱۵م قرار گرفت و در ۲۵ آگوست ۲۰۰۵ در رتبه نخست ایستاد. دومین آهنگ با نام «جیغ» (schrei) نیز رتبه ۵ام را بدست آورد.آلبوم در ۱۹ سپتامبر همان سال منتشر شد. در ۲۰۰۶ آهنگهای سوم و چهارم با نامهای «نجاتم ده» (rette mich) و «آخرین روز» (der letzte tag) که هر دو مقام نخست را در جدول بدست آوردند منتشر شد.

## دانستنی‌ها
بیل و تام کاولیتز، دو برادر دوقلو هستند که البته بیل ۱۰ دقیقه کوچکتر از برادرش تام است. هر دو زادهٔ یکم سپتامبر ۱۹۸۹ در شهر لایپزیگ هستند. آنها در سال‌های آغازین نوجوانی به همراه دو نفر دیگر گروه موسیقی‌شان را بنیان نهادند. بیشتر ترانه‌های گروه را بیل کاولیتز می‌سراید. گروه توکیو هتل تاکنون کنسرت‌های زیادی را در شهرهای مختلف اروپا اجرا کرده‌اند. بیشتر مخاطبان و طرفداران این گروه از میان نوجوانان هستند.

## جایزه‌ها
- بهترین خواننده آلمانی زبان، هجدهمین دوره جوایز موسیقی جهان ۲۰۰۶[۱]
- بهترین هنرمند جدید، جوایز ویدئو موزیک ام‌تی‌وی ۲۰۰۸[۲]